# Dialeto sulista (Brasil)
Em linguística, particularmente no contexto da dialetologia, o dialeto sulista é uma das classificações dialetais da língua portuguesa no Brasil. Em uma definição mais específica, designa um dialeto próprio da Região Sul do Brasil, sendo, nesse caso, o dialeto mais falado no estado do Paraná (inclusive na capital Curitiba e em outras cidades importantes deste estado) e nas partes central e leste do estado de Santa Catarina. Também está presente em faixas limítrofes de Mato Grosso do Sul e São Paulo.

## Histórico
Sua primeira descrição foi feita na divisão dialetal proposta por Antenor Nascentes em 1953. Nela, o dialeto abrangeria os estados de São Paulo, Paraná, Santa Catarina, Rio Grande do Sul, sul de Goiás, partes de Minas Gerais (região sul e Triângulo Mineiro) e do atual Mato Grosso do Sul..

## Caracterização
Caracteriza-se pelos fenômenos de redução vocálica e de harmonia vocálica relacionados às vogais médias em posição pretônica. Alguns autores destacam a variação entre as vogais médias fechadas e as médias abertas.
Particularmente em algumas localidades dos estados da região Sul do Brasil, o dialeto é marcado pela:
- Pronúncia das consoantes nasais que estão no final de uma sílaba (com exceção da terminação -am átona, que às vezes é pronunciada como -ão);
- Pronúncia da vogal "e" ao final de palavras como /e/, diferentemente da maior parte do Brasil, que a pronuncia é como /i/.[5] Exemplo: quente é pronunciado /ʹkente/ (em vez de /ʹkẽti/, /ʹkẽʧ/ ou /ʹkẽjʧ/).
- Redução de ditongos decrescentes seguidos por fricativa em coda no litoral catarinense, devido a influência açoriana.[6]

O dialeto sulista também possui um léxico próprio, com palavras como vina (como é chamada a salsicha em algumas regiões do Paraná) ou cancha (utilizada para designar quadra esportiva).